# OsCommerce
OsCommerce és un programa de comerç electrònic i administració en línia. Està programat en php, i requereix una base de dades MySQL i un servidor Apache. Permet muntar molt fàcilment una botiga online.
Té possibilitat d'instal·lar-li un gran nombre d'idiomes.
Consta de dues parts:
1. El catàleg de productes és la part que veuen els clients.
2. El mòdul d'administració des del qual es pot mantenir la mateixa botiga virtual, actualitzant productes, instal·lant noves ofertes, categories, idiomes, monedes, consultar comandes, clients, etc.

Està preparat per a acceptar els següents sistemes de pagament: Authorize.net, targeta de crèdit, contra reembors, iPayment, xecs, transferències bancàries, NOCHEX, PayPal, 2CheckOut, PSiGate, SECPay, Visa Mastercard
Admet i dona suport per a qualsevol moneda, per a treballar amb imatges, vendre productes físics o descàrregues. L'administració està basada en una aplicació web. Té la possibilitat de fer còpies de seguretat i recuperació. Cistella de compra temporal i desar aquestes cistelles fins i tot després de comprades. Transaccions segures SSL. Permet donar un servei d'informació d'enviaments i devolucions a temps real sota UPS, USPS, FedEx, etc. Gestió de diferents zones d'enviament amb diferents tarifes. Admet bàners, enviament de butlletins periòdics als usuaris, etc.